# Harry W. Gerstad
Harry W. Gerstad (11 de junho de 1909 — 17 de julho de 2002) é um editor estadunidense. Venceu o Oscar de melhor montagem na edição de 1950 por Tough Assignment e na edição de 1953 pelo filme High Noon.